# The Tombs
«The Tombs» es el nombre coloquial del Manhattan Detention Complex (en español: Complejo de Detención de Manhattan), llamado anteriormente el Bernard B. Kerik Complex, una cárcel municipal situada en el N° 125 de White Street, en el bajo Manhattan, Nueva York (Estados Unidos). También es el apodo de tres cárceles municipales que existieron anteriormente en la misma ubicación o las cercanías, una zona que se corresponde al antiguo barrio de Five Points y que actualmente corresponde al barrio llamado Civic Center en el centro de Manhattan.
El edificio original era conocido oficialmente como "Salas de Justicia". Fueron construidas en 1838 con un estilo arquitectónico neoegipcio, similar en su forma a una mastaba. Puede que fuera este estilo el que hizo que se la llamara "The Tombs" (en español: "Las Tumbas"), aunque existen otras teorías. Se construyó para sustituir a la Prisión Bridewell, de la época colonial, situada en el parque del Ayuntamiento y construida en 1735. La nueva estructura incorporó material, principalmente granito, de la demolida Bridewell para ahorrar dinero.
Los cuatro edificios conocidos como "The Tombs" fueron, sucesivamente:
- 1838-1902, Salas de Justicia y Casa de Detención de la Ciudad de Nueva York
- 1902-1941, Prisión Municipal
- 1941-1974, Casa de Detención de Manhattan
- 1983-presente, Complejo de Detención de Manhattan (conocido como Complejo Bernard B. Kerik de 2001 a 2006).

## Historia

### Salas de Justicia y Centro de Detención, 1838-1902
El primer complejo que tuvo el sobrenombre fue un edificio de estilo neoegipcio diseñado por John Haviland terminado en 1838. En su momento corrió el rumor de que el edificio se había inspirado en la imagen de una tumba egipcia que aparecía en el libro de John Lloyd Stephens Incidents of Travel in Egypt, aunque parece que no es cierto. El edificio medía 253 pies, 3 pulgadas de largo y 200 pies, 5 pulgadas de ancho, y ocupaba una manzana entera, rodeada por Centre Street, Franklin Street, Elm Street (la actual Lafayette), y Leonard Street. Inicialmente albergaba a unos 300 presos, y en 1835 se destinaron 250.000 dólares a su construcción, pero se produjeron varios sobrecostes antes de finalizar el proyecto.
El solar se había creado rellenando el Collect Pond que era la principal fuente de agua de la Nueva York colonial. La industrialización y la densidad de población a finales del siglo XVIII provocaron una grave contaminación del Collect, por lo que fue drenado y rellenado en 1817. Sin embargo, el trabajo de relleno se hizo mal y el terreno empezó a hundirse en menos de 10 años. Las condiciones resultantes, pantanosas y malolientes, transformaron el barrio en un tugurio conocido como Five Points cuando comenzó la construcción de la prisión en 1838. La pesada mampostería del diseño de Haviland se construyó sobre pilotes verticales de troncos de cicuta trincados en un intento de estabilidad, pero toda la estructura empezó a hundirse poco después de su inauguración. La humedad de los cimientos fue la principal causa de su insalubridad en las décadas siguientes. Charles Dickens escribió sobre la cárcel en American Notes: "¡Mazmorras tan indecentes y repugnantes como estas celdas, traerían la desgracia al imperio más despótico del mundo!"
El título formal de The Tombs era The New York Halls of Justice and House of Detention, ya que albergaba los tribunales, la policía y los centros de detención de la ciudad. Era un notable ejemplo de arquitectura del renacimiento egipcio, aunque las opiniones variaban mucho en cuanto a su mérito real. Como escribió Dickens: "¿Qué es este lúgubre montón de fachada egipcia bastarda, como el palacio de un encantador en un melodrama?".
La prisión era conocida por su corrupción y fue escenario de numerosos escándalos y fugas durante sus primeros años de historia. Un incendio destruyó parte del edificio el 18 de noviembre de 1842, el mismo día en que estaba previsto ahorcar a un famoso asesino llamado John C. Colt. Al parecer, el intento de fuga de Colt fracasó y este se apuñaló mortalmente en su celda. El asesino convicto y político de la ciudad de Nueva York William J. Sharkey alcanzó notoriedad nacional por escapar de la prisión disfrazado de mujer el 22 de noviembre de 1872. Nunca fue capturado y se desconoce su destino.
Rebecca Salome Foster, misionera y trabajadora humanitaria de prisiones, llegó a ser conocida como "el ángel de The Tombs" por sus esfuerzos para ayudar y abogar en nombre de los muchos pobres recluidos en condiciones miserables en The Tombs. En 2019 se volvió a dedicar un monumento a ella, construido en 1902 y almacenado en 1940, en el vestíbulo del Tribunal Supremo del Estado de Nueva York.

### Prisión de la ciudad, 1902-1941
En 1902, el edificio de 1838 fue sustituido por una prisión municipal de un millón de dólares que presentaba una fachada Châteauesque de ocho pisos con torres cónicas a lo largo de Centre Street, delimitada por esta calle, White Street, Elm Street (la actual Lafayette) y Leonard Street.
Los arquitectos fueron Frederick Clarke Withers y Walter Dickson de Albany, que habían sido socios desde la década de 1880. Este fue su último gran encargo. En septiembre de 1900, los arquitectos se quejaron de que la construcción se retrasaría un año y costaría 250.000 dólares más debido a la inserción innecesaria en el proyecto de los arquitectos corruptos de Tammany Hall Horgan y Slattery.
El edificio estaba conectado con el edificio de los tribunales penales de Manhattan de 1892 mediante un "Puente de los Suspiros", que cruzaba cuatro pisos por encima de la calle Franklin. También había un anexo con otras 144 celdas que se terminó en 1884.

### Casa de Detención de Manhattan, 1941-1974
La prisión de 1902 fue sustituida en 1941 por una instalación de gran altura al otro lado de la calle, en el lado este de Centre Street. La instalación de 795.000 pies cuadrados Art Deco architecture fue diseñada por los arquitectos Harvey Wiley Corbett y Charles B. Meyers.
Las instalaciones son la más septentrional de las cuatro torres de 15 plantas del edificio de los tribunales penales de Nueva York, situado en el número 100 de Centre Street, delimitado por Centre Street, White Street, Baxter Street y Hogan Place. Las tres torres del sur son alas de una única estructura integrada que comparten una "corona" de cinco plantas que albergan los Tribunales Penal y Supremo de la ciudad, oficinas municipales y varios departamentos, incluida la sede del Departamento Correccional. La torre norte es independiente, con la dirección separada de 125 White Street. Su nombre oficial es Manhattan House of Detention for Men (MHD), aunque se le sigue llamando popularmente como "The Tombs"
En 1969, The Tombs fue rankeada como la peor cárcel de la ciudad, tanto por sus condiciones generales como por su hacinamiento. Albergaba una media de 2.000 reclusos en espacios diseñados para 925. Los reclusos se amotinaron el 10 de agosto de 1970, después de múltiples advertencias sobre la caída de los presupuestos, el envejecimiento de las instalaciones y el aumento de la población, y después de un piquete informativo en el Ayuntamiento por parte de funcionarios de prisiones sindicados que llamaron la atención sobre las presiones. Los alborotadores tomaron el control de todo el noveno piso, y cinco funcionarios fueron retenidos como rehenes durante ocho horas, hasta que los funcionarios estatales acordaron escuchar las quejas de los presos y no tomar medidas punitivas contra los alborotadores. A pesar de esa promesa, el alcalde John Lindsay hizo que los principales alborotadores fueran enviados al norte del estado, a la Correccional de Attica, lo que probablemente contribuyó al motín de la prisión de Attica un año después.
Un mes después del motín, la Sociedad de Asistencia Jurídica de Nueva York presentó una demanda colectiva histórica en nombre de los presos preventivos recluidos en The Tombs. La ciudad decidió cerrar The Tombs el 20 de diciembre de 1974, tras años de litigios y después de que el juez federal Morris E. Lasker acordara que las condiciones de la prisión eran tan malas que eran inconstitucionales. Enviaron a los 400 reclusos restantes a Rikers Island, donde las condiciones no eran mucho mejores.

### Complejo de Detención de Manhattan, 1983-presente
En la actualidad, el Complejo de Detención de Manhattan consta de una Torre Sur, la antigua Casa de Detención de Manhattan remodelada y reabierta en 1983, y una Torre Norte al otro lado de White Street, terminada en 1990. El complejo sigue albergando únicamente a reclusos varones, la mayoría de ellos en prisión preventiva. La capacidad total de los dos edificios es de casi 900 personas.
En otoño de 2020, la ciudad planeaba cerrar el complejo antes de finales de noviembre de 2020, según un artículo del New York Daily News.
La cárcel actual recibió el nombre de Complejo Bernard B. Kerik en diciembre de 2001 por orden del alcalde de Nueva York Rudolph Giuliani. Kerik fue comisario del Departamento Correccional de Nueva York de 1998 a 2000 antes de convertirse en comisario de policía. El alcalde de Nueva York Michael Bloomberg ordenó que se retirara su nombre después de que se declarara culpable de dos delitos menores en 2006, cometidos durante su etapa como empleado municipal.